# Catostomus rimiculus
Catostomus rimiculus är en fiskart som beskrevs av Gilbert och Snyder, 1898. Catostomus rimiculus ingår i släktet Catostomus och familjen Catostomidae. Inga underarter finns listade i Catalogue of Life.